# José Legrá
José Legrá (* 19. April 1943 in Baracoa, Kuba) ist ein ehemaliger kubanischer Boxer im Federgewicht.

## Profi
Sein Profidebüt gegen Pedro Pinera Ende April 1960 gewann er nach Punkten. Am 24. Juli 1968 traf er auf den Briten Howard Winstone; in diesem Kampf ging es um die WBC-Weltmeisterschaft. Legrá gewann durch technischen K. o. in Runde 5. Er verlor den Titel allerdings bereits im Januar des darauffolgenden Jahres an Johnny Famechon. 1966 wurde er spanischer Staatsbürger.
Am 16. Dezember des Jahres 1972 eroberte er den WBC-Weltmeistergürtel erneut, als er Clemente Sánchez in der 10. Runden durch technischen K. o. bezwang. Wie schon beim ersten Mal, verlor Legrá gegen Éder Jofre den Gürtel bereits in seiner ersten Titelverteidigung. 
Im Jahre 1973 beendete Legrá seine Karriere.